# Válasz
A Válasz szépirodalmi és társadalompolitikai folyóirat volt 1934 május – 1938 június, majd 1946 október – 1949 június között. A megjelenés helye Debrecen, majd Budapest.

## A folyóirat munkatársai, tartalma
A folyóirat szerkesztői az 1930-as években Fülep Lajos, Gulyás Pál, Németh László, Németh Imre, Sárközi György voltak. Elsősorban a népi írók és a szociográfiai irodalom fóruma, 1934–36 között folytatásokban közölte Illyés Gyula Puszták népe c. szépirodalmi szociográfiai jellegű művét. Nem volt bezárkózó jellegű; nemcsak a népi írók, hanem például Hamvas Béla és Szentkuthy Miklós írásait is közölte. A Nyugat és a Válasz szerzői részben azonosak voltak, de a Nyugatból kimaradó szociális problémák iránt érzékeny írások helyt kaptak a Válaszban. 1937-től a Márciusi Front orgánuma volt annak megszűntéig. 1938-ban a debreceni Tovább c. lap próbálta még ébren tartani a Márciusi Front programját, de már a harmadik szám megjelenése előtt betiltották.
1946-ban Illyés Gyula és Sárközi Márta szerkesztésében, illetve anyagi támogatásával újraindult a Válasz (1946. október–1949. június), amely nem zárt munkatársi gárdával dolgozott, az egyetemes magyar irodalomból válogattak, a költői rovatban Jékely Zoltán, Sinka István, Szabó Lőrinc, Vas István, Weöres Sándor versei szerepeltek. A prózai rovatban Kodolányi János, Németh László, Szabó Pál, Veres Péter írásait jelentették meg. Tanulmányokat, recenziókat írt a folyóiratba Bibó István, Gyapay Gábor, Kosáry Domokos, Orosz László, Cs. Szabó László, Szentkuthy Miklós, Újvári Béla. A dogmatikus politikai vezetés miatt szűnt meg, betiltottak minden polgári lapot 1949-ben, a „fordulat” évében.
A lap 1945 előtti és utáni történetét Széchenyi Ágnes dolgozta fel, 1997-ben a „Sznobok és parasztok”: Válasz, 1934–1938. Elvek, frontok, nemzedékek és 2009-ben a Lélegzetvétel: Válasz, 1946–1949 című kötetekben.

## Repertórium
A Válasz repertóriuma (1934-1938; 1946-1949). Összeállította Bényei József. Debrecen : Hajdú-Bihar Megyei Könyvtár, 1973. 174 p.